# Julius Baruch
Julius Baruch (Gemünden, 7 settembre 1892 – Buchenwald, 8 maggio 1945) è stato un lottatore e sollevatore tedesco campione europeo nel sollevamento pesi e vice-campione europeo nella lotta a Neunkirchen nel 1924, che gareggiò nella categoria dei pesi massimi leggeri.

## Biografia
Primogenito di una famiglia di mercanti ebrei che si era stabilita a Bad Kreuznach dopo la nascita del secondo figlio, era sposato con Klara Baruch. Anche suo fratello Hermann (1896-1942) era un lottatore, che fu nel 1924 campione europeo di lotta in stile greco-romano nella categoria dei pesi leggeri. Entrambi i fratelli presero parte alla prima guerra mondiale. Julius venne leggermente ferito alla fine di novembre 1916 come membro della 2ª compagnia del 21º reggimento di fanteria von Borke. Al rientro dal conflitto, presero parte alla creazione di un club di allenamento per la lotta e il sollevamento pesi, che grazie ai loro successi contribuirono presto a raggiungere la fama nazionale e internazionale. Julius ottenne i suoi primi successi ai campionati tedeschi di sollevamento pesi del 1920 a Stoccarda con una medaglia di bronzo. Nel 1924 divenne campione europeo di sollevamento pesi e vice-campione europeo di lotta a Neunkirchen. Nel 1925 conquistò il titolo di campione a squadre contro la Sportvereinigung Berlin-Ost. Dopo questi successi, si ritirò dall'attività agonistica rimanendo nel club come allenatore.
Possedeva una compagnia di taxi e autonoleggio. Nel 1933, in quanto ebreo, gli fu vietato di allenare e nel 1943 il divieto generale di praticare sport. Tuttavia, in quanto campione europeo, partecipante alla guerra mondiale e sposato con una donna di fede cristiana, era sicuro da tempo che non sarebbe stato perseguitato. Dopo i bombardamenti del 2 gennaio 1945 e l'atmosfera negativa che ne seguì, fu portato nel campo di concentramento di Buchenwald. Morì nel campo nell'aprile del 1945, prima o durante le marce della morte che iniziarono a smantellarlo. Sua madre e le sue sorelle furono precedentemente deportate nei campi e uccise, e anche suo fratello Hermann fu ucciso nel campo di concentramento di Auschwitz nel 1942.